# Kensuke Fukuda
Pour les articles homonymes, voir Fukuda.
Kensuke Fukuda (福田 健介, Fukuda Kensuke) est un footballeur japonais né le 24 juillet 1984. Il évolue au poste de défenseur.

## Biographie
Fukuda commence sa carrière professionnelle au Tokyo Verdy. Il débute en première division lors de l'année 2008.
En janvier 2012, il est transféré au Ventforet Kōfu. Avec ce club, il est sacré champion de deuxième division en 2012.

## Palmarès
- Champion de J-League 2 en 2012 avec le Ventforet Kōfu